# Église de l'Ascension de Čajniče
Pour les articles homonymes, voir Église de l'Ascension.
L'église de l'Ascension (en serbe cyrillique : Храм Вазнесења Господњег ; en serbe latin : Hram Vaznesenja Gospodnjeg) est située en Bosnie-Herzégovine, sur le territoire de la ville de Čajniče et dans la municipalité de Čajniče. Elle a été construite à la fin du XVe siècle ou au début du XVIe siècle et est inscrite sur la liste des monuments nationaux de Bosnie-Herzégovine.

## Architecture

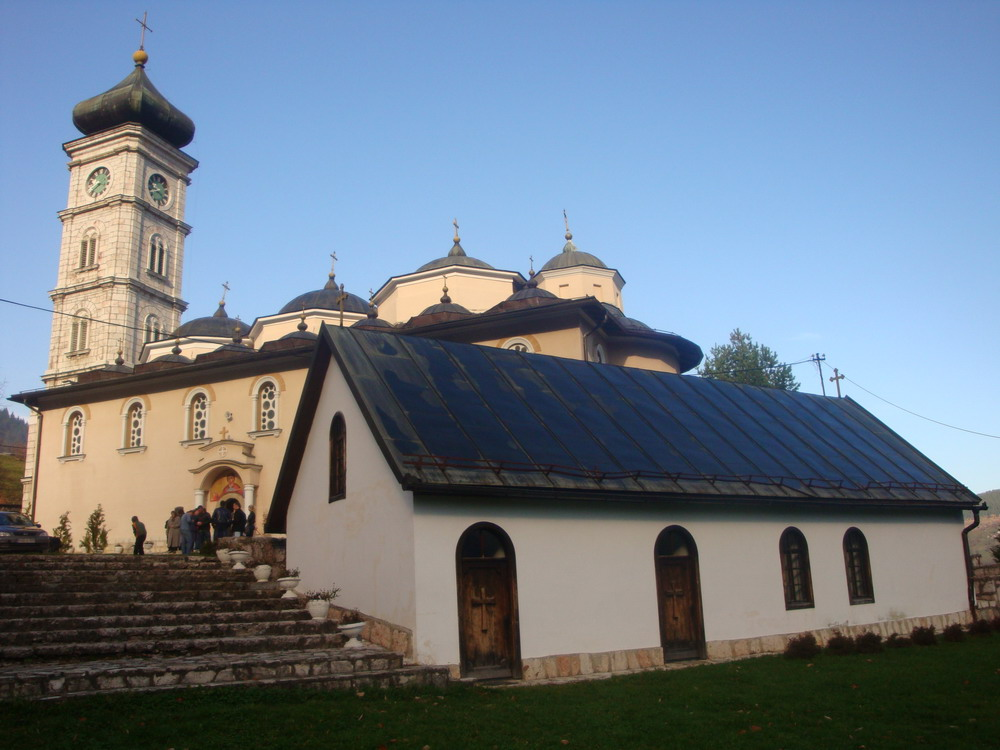
Autre vue de l'église avec en arrière-plan l'église de la Dormition-de-la-Mère-de-Dieu